# Lialis burtonis
Espèce
Synonymes
- Lialis bicatenata Gray, 1842
- Lialis punctulata Gray, 1842

Le lézard-serpent à nez pointu ou lézard sans pattes de Burton (Lialis burtonis) est une espèce de geckos de la famille des Pygopodidae.

## Répartition
Cette espèce se rencontre :
- en Indonésie dans les îles Aru et dans le sud de la Nouvelle-Guinée occidentale ;
- en Australie au Queensland, dans le Territoire du Nord, en Nouvelle-Galles du Sud, au Victoria, en Australie-Méridionale et en Australie-Occidentale.

## Description
Il s'agit d'un saurien apode et ovipare. De couleur marron, il peut atteindre 50 à 60 cm, avec un museau allongé.

## Étymologie
Cette espèce est nommée en l'honneur d'Edward Burton (1790–1867).

## Publication originale
- Gray, 1835 "1834" : Characters of a new genus of reptiles (Lialis) from New South Wales. Proceedings of the Zoological Society of London, vol. 1834, p. 134-135 (texte intégral).